# جنگاوران اخترناو
جنگاوران اخترناو (به انگلیسی: Starship Troopers) رمانی تخیلی اثر رابرت آنسون هاین‌لاین است. این رمان نخستین بار در اکتبر و نوامبر سال ۱۹۵۹، با نام سرباز اخترناو به فرم خلاصه در مجله‌ای فانتزی و علمی تخیلی منتشر شد و سپس در دسامبر ۱۹۵۹ به صورت کتاب به چاپ رسید.

## داستان
این داستان روایتی اول شخص در مورد یک سرباز جوان از فیلیپین به نام «جانی خوان ریکو»، سوء استفاده از جنگ‌افزارهای پیشرفته و مربوط به آینده و روش‌های جنگی نوین است. بخش‌های هیجان‌انگیز داستان هنگام جنگ‌های میان ستاره‌ای و با استخدام ریکو به عنوان سرباز شکل می‌گیرند. جریان جنگ او و همراهانش با مردم فضایی عنکبوت گونه‌ای در پایان، بانی رخ دادن بسیاری از رخدادهای داستان می‌شوند که داستان را شکل می‌دهند. از دیگر جنبه‌های مورد بحث مسایل مربوط به شخصیت‌های داستان در زمینه‌های اخلاقی، فلسفی، حق رای عمومی، فضیلت مدنی، بزهکاری نوجوانان، مجازات اعدام و جنگ هستند.

## بازتاب‌ها
جنگاوران اخترناو جایزه هوگو برای بهترین رمان در سال ۱۹۶۰ را به دست آورد. در نقدِ موضوعات اجتماعی و سیاسی این رمان جنجالی برخی از منتقدان ادعا می‌کنند این رمان ترویج فاشیسم و نظامی گری است.
از فیلم جنگاوران اخترناو در فیلم‌های مختلفی اقتباس شده‌است.

## برگردان به فارسی
این کتاب با نام جنگاوران اخترناو با برگردان پیمان اسماعیلیان در ایران چاپ شده‌است:
- هاین‌لاین، رابرت انسن (۱۳۷۶). جنگاوران اخترناو. ترجمهٔ پیمان اسماعیلیان. تهران: نشر گل‌آرآ. ص. ۲۷۲. شابک ۹۶۴-۹۰۸۰۴-۰-۶.
- هاین‌لاین، رابرت انسن (۱۳۸۹). جنگاوران اخترناو. ترجمهٔ پیمان اسماعیلیان. تهران: نشر قطره. ص. ۴۴۲. شابک ۹۷۸-۶۰۰-۱۱۹-۱۷۳-۲.